# Viscount Malvern

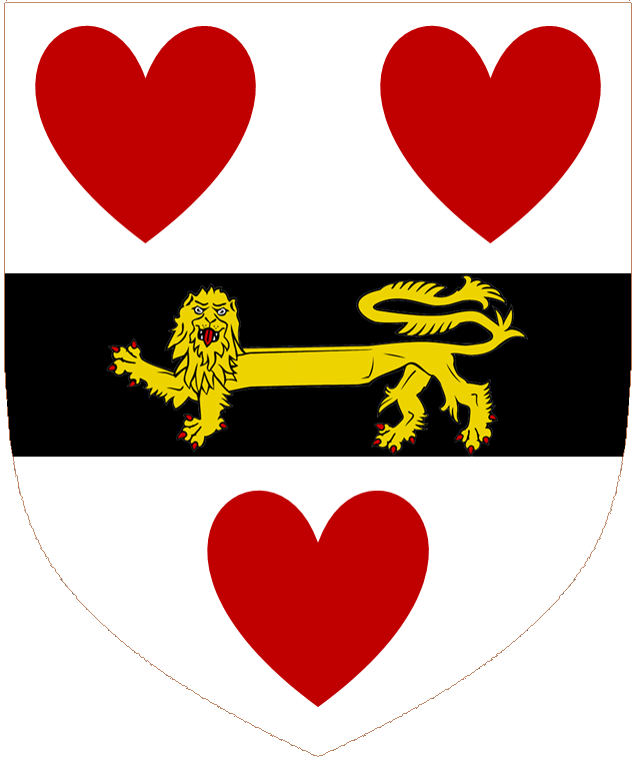
Wappen der Viscounts Malvern

Viscount Malvern, of Rhodesia and of Bexley in the County of Kent, ist ein erblicher britischer Adelstitel in der Peerage of the United Kingdom. 

## Verleihung
Der Titel wurde am 18. März 1955 für den Politiker Godfrey Huggins, geschaffen. Dieser war mehr als 20 Jahre lang Premierminister von Südrhodesien. Auf seine politische Arbeit geht die Gründung der Föderation von Rhodesien und Njassaland im Jahre 1953 zurück, deren Premierminister er dann wurde. 

## Liste der Viscounts Malvern (1955)
- Godfrey Martin Huggins, 1. Viscount Malvern (1883–1971)
- John Godfrey Huggins, 2. Viscount Malvern (1922–1978)
- Ashley Kevin Godfrey Huggins, 3. Viscount Malvern (* 1949)

Mutmaßlicher Titelerbe (Heir Presumptive) ist der Onkel des jetzigen Viscounts, Hon. Martin James Huggins (* 1928).